# Revolta dels tuchins
La Revolta dels tuchins fou una revolta esdevinguda al Llenguadoc (Occitània) entre 1381 i 1384 contra les imposicions fiscals i la presència de mercenaris. El mot touchins deriva de la paraula francesa touche (en català, bruc).
Els tuchins, nascuts els anys 1360 com a bandolers rurals, esdevingueren una organització de defensa activa durant la Guerra dels Cent Anys contra les guarnicions d'anglesos i gascons, composta per bandes armades de pagesos i artesans i sostinguda per alguns grans senyors i l'elit urbana del Llenguadoc. Els tuchins van prendre també partit a favor de Carles III de Nàpols contra els angevins de la Provença durant la guerra de la Unió d'Ais.
L'episodi més dramàtic de la revolta esdevingué durant la presa d'Arle el 1384 pel cap Étienne Augier Ferragut, que s'instal·là a les Alpilles i va fer regnar el terror a la regió de les boques del Roine. Després d'algunes hores de problemes, els habitants es revoltaren contra els tuchins i els expulsaren de la ciutat. L'endemà s'engegà una repressió severa contra els seus partidaris. Tot i ser derrotats per Joan de Berry, la revolta contra els impostos es va encendre i del 1384 al 1389 la revolta es va estendre a Alvèrnia.